# 白鷺 (漁業取締船)
白鷺（しらさぎ）は、日本の農林水産省が所有し、水産庁が運用する漁業取締船。
初代と二代目があり、いずれも主として瀬戸内海及び四国周辺太平洋海域において漁船の指導取り締まりを任務とする。

## 初代
初代の白鷺は1988年（昭和63年）に当時唯一の高速漁業取締船として建造された。二代目の白鷺と交代するまで運用された。

## 二代目
二代目の白鷺は2005年（平成17年）3月28日に竣工した。全長42.50メートル、幅6.70メートル、総トン数149トン、最大搭載人員20名。
2024年（令和6年）5月21日、広島県の尾道港から兵庫県淡路島の洲本港に向けて航行していたところ、午前9時45分頃に笠岡市沖の梶子島の北の海域で座礁し沈没。乗組員14人は救助され無事だった。6月10日に船体の引き揚げ作業が行われた。